# Nicolas-Charles Bochsa
Robert Nicolas-Charles Bochsa (ur. 9 sierpnia 1789 w Mozie, Francja, zm. 6 stycznia 1856 w Sydney, Australia) – francuski harfista i kompozytor.
Grał na flecie i fortepianie już od 7 roku życia. Od 1813 był nadwornym harfistą Napoleona, a potem Ludwika XVIII. W 1817 został oskarżony o fałszerstwo, szalbierstwo i musiał uciekać do Londynu, gdzie w latach 1822–1827 był profesorem gry na harfie w nowo utworzonej Królewskiej Akademii Muzyki. Był też dyrygentem Opery Włoskiej w Londynie.
Wzbogacił technikę gry na harfie, napisał szkołę gry na tym instrumencie.